# Солемініс
Солемініс (італ. Soleminis, сард. Solèminis) — муніципалітет в Італії, у регіоні Сардинія,  провінція Кальярі.
Солемініс розташований на відстані близько 400 км на південний захід від Рима, 16 км на північ від Кальярі.
Населення — 1897 осіб (2014).
Покровитель — San Giacomo.

## Демографія
Населення за роками:

Станом на 1 січня 2023 року в муніципалітеті офіційно проживало 17 іноземців з 6 країн, серед них 8 громадян країн Євросоюзу та 1 громадянин України.

## Сусідні муніципалітети
- Доліанова
- Сердіана
- Сеттімо-Сан-П'єтро
- Сіннаї